# Stadion Nagai
Stadion Nagai (též Nagai Stadium, Yanmar Stadium Nagai či ヤンマースタジアム長居) je víceúčelový stadion sloužící zejména pro fotbal a atletiku v Nagai Park v  Ósace. Pojme 50 000 diváků. Domácí zápasy zde hraje fotbalový klub Cerezo Ósaka.
Stadion byl postaven v roce 1964 při příležitosti olympijských her v Tokiu, kde se pořádaly zápasy ve fotbale. Jeho kapacita byla pro 23 000 diváků. V roce 1996 byl zcela restrukturalizován projektem ve výši 380 milionů USD a stal se nejstarším stadionem použitým pro mistrovství světa ve fotbale 2002, kdy hostil několik zápasů. V roce 2007 byl zrekonstruován pro mistrovství světa v atletice 2007.
Když Ósaka podala nabídku pro pořádání olympijských her v roce 2008, měl tento stadion být jejím hlavním centrem her. Pořádání ale bylo uděleno Pekingu.